# Olympic Khoa học Quốc tế

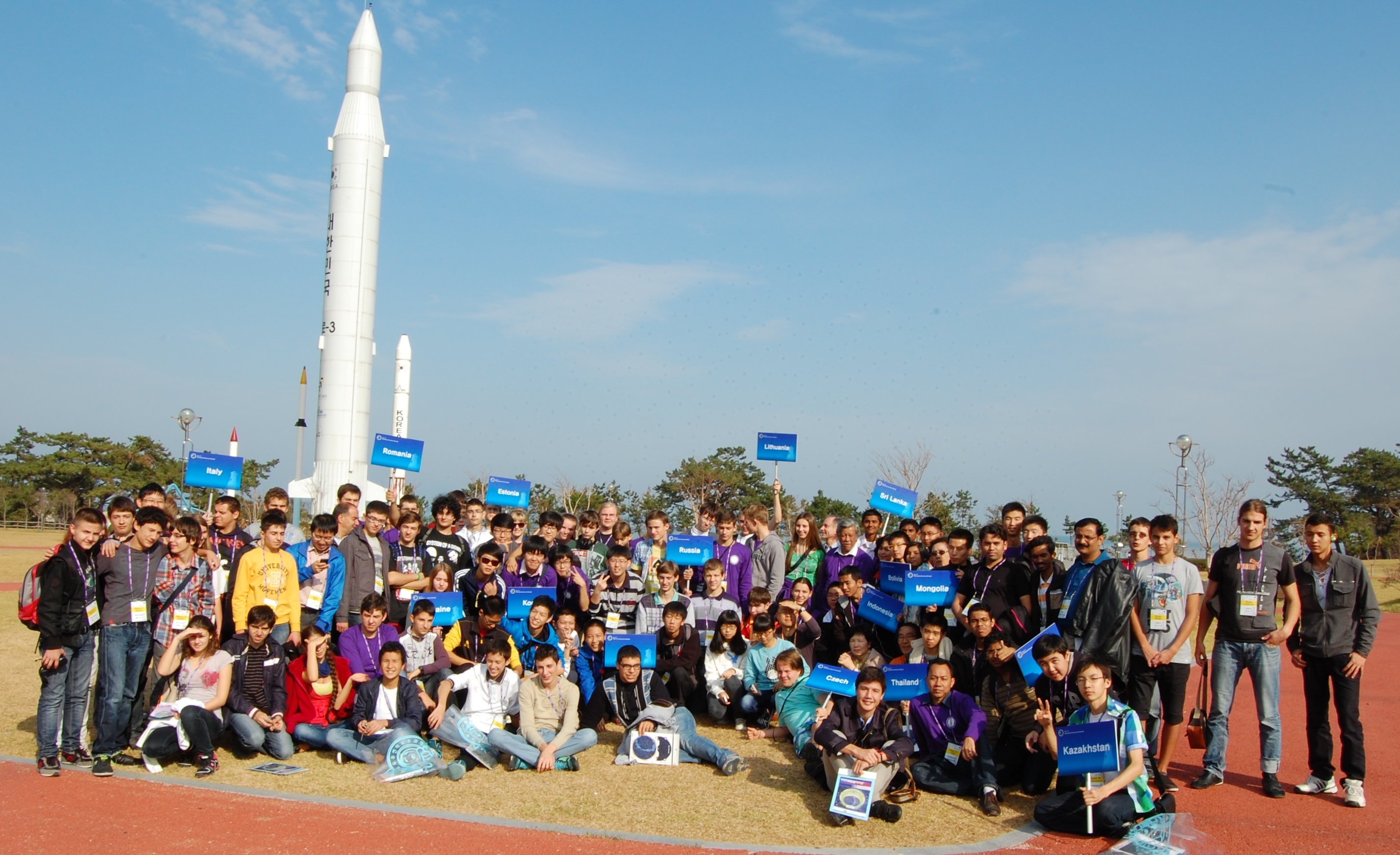
Olympic Khoa học Quốc tế

Olympic Khoa học Quốc tế (tiếng Anh: International Science Olympiads, viết tắt ISO) là một nhóm các cuộc thi hàng năm trong nhiều lĩnh vực khoa học khác nhau. Các kỳ thi được thiết kế cho từ 4 đến 6 học sinh trung học phổ thông từ các nước tham dự đã được lựa chọn từ các kỳ thi Olympic Khoa học cấp Quốc gia ở trong nước, loại trừ IOL cho phép hai đội mỗi nước, và IJSO được thiết kế cho các học sinh trung học cơ sở. Cho đến nay có 14 kỳ thi ISO:
- Olympic Toán học Quốc tế (tiếng Anh: The International Mathematical Olympiad, tên viết tắt: IMO) từ năm 1959; không được tổ chức vào năm 1980
- Olympic Vật lý Quốc tế (tiếng Anh: The International Physics Olympiad, tên viết tắt: IPhO) từ năm 1967; không được tổ chức vào các năm 1973, 1978, 1980
- Olympic Hóa học Quốc tế (tiếng Anh: The International Chemistry Olympiad, tên viết tắt: IChO) từ năm 1968; không được tổ chức vào năm 1971
- Olympic Tin học Quốc tế (tiếng Anh: The International Olympiad in Informatics, tên viết tắt: IOI) từ năm 1989
- Olympic Sinh học Quốc tế (tiếng Anh: The International Biology Olympiad, tên viết tắt: IBO) từ năm 1990
- Olympic Triết học Quốc tế (tiếng Anh: The International Philosophy Olympiad, tên viết tắt: IPO) từ năm 1993
- Olympic Thiên văn học Quốc tế (tiếng Anh: The International Astronomy Olympiad, tên viết tắt: IAO) từ năm 1996
- Olympic Địa lý Quốc tế (tiếng Anh: The International Geography Olympiad, tên viết tắt: IGeO) từ năm 1996
- Olympic Ngôn ngữ học Quốc tế (tiếng Anh: The International Linguistics Olympiad, tên viết tắt: IOL) từ năm 2003
- Olympic Khoa học trẻ Quốc tế (tiếng Anh: The International Junior Science Olympiad, tên viết tắt: IJSO) từ năm 2004  Lưu trữ ngày 10 tháng 4 năm 2008 tại Wayback Machine
- Olympic Quốc tế về Thiên văn học và Vật lý thiên văn (tiếng Anh: The International Olympiad on Astronomy and Astrophysics, tên viết tắt: IOAA) từ năm 2007
- Olympic Khoa học Trái Đất Quốc tế (tiếng Anh: The International Earth Science Olympiad, tên viết tắt: IESO) từ năm 2007  Lưu trữ ngày 2 tháng 10 năm 2008 tại Wayback Machine
- Olympic Lịch sử Quốc tế (tiếng Anh: The International History Olympiad, tên viết tắt: IHO) từ năm 2015
- Olympic Kinh tế Quốc tế (tiếng anh: The International Economics Olympiad, tên viết tắt: IEO) từ năm 2018

Các kỳ thi Olympic tự mình là những kỳ thi riêng biệt và được tổ chức riêng rẽ, mặc dù chúng được nhóm lại với nhau một cách lỏng lẻo là các "ISO". Mục tiêu của mỗi ISO là để thúc đẩy một ngành khoa học; thử thách những học sinh thông minh nhất từ khắp nơi trên thế giới; và so sánh các hệ thống giáo dục khác nhau của mỗi nước.
Mặc dù các kỳ thi có đối tượng là các học sinh trung học, các tiêu chuẩn của những kỳ thi thường cực kỳ cao. Thực tế, ở nhiều nước, việc đạt được thứ hạng cao trong ISO bất kì đảm bảo quyền nhập học đại học tùy thí sinh chọn lựa và các học bổng.